# College 1975 F.C.
College 1975 F.C. (ang. College 1975 Football Club) – gibraltarski klub piłkarski, mający siedzibę w mieście Gibraltar, stolicy kraju. Obecnie występuje w Gibraltar National League.

## Historia
Chronologia nazw:
- 2013: College 1975 F.C.

Klub piłkarski College 1975 został założony w miejscowości Gibraltar w 2013 roku. W pierwszych dwóch sezonach zespół występował jedynie w rozrywkach futsalu. Od 2015 roku, po rozwiązaniu fuzji Europa F.C. z College, rozpoczął występy w rozgrywkach Second Division (D2). W pierwszym sezonie 2015/16 zespół zajął ostatnie 12.miejsce ligowe. W następnym sezonie 2016/17 awansował na 7.lokatę. W sezonie 2017/18 pozostał na siódmej pozycji. Dopiero w sezonie 2018/19 po zajęciu 5.miejsca zdobył historyczny awans do Gibraltar National League, tak jak liga została rozszerzona do 16 klubów.

## Barwy klubowe, strój
|  |  |

Klub ma barwy niebiesko-czarne. Zawodnicy domowe spotkania zazwyczaj grają w czarnych koszulkach z cienkimi pionowymi pasami w kolorze niebieskim, czarnych spodenkach oraz czarnych getrach.

## Sukcesy

### Trofea międzynarodowe
Nie uczestniczył w rozgrywkach europejskich (stan na 31-05-2019).

### Trofea krajowe
| \| \| Zdobyte trofea w rozgrywkach Gibraltaru (stan na: 31-05-2019) \| |                                                               |      |          |
| Rozgrywki                                                              | Osiągnięcie                                                   | Razy | Sezon(y) |
| · Mistrzostwo                                                          | I miejsce                                                     | 0    |          |
| · Mistrzostwo                                                          | II miejsce                                                    | 0    |          |
| · Mistrzostwo                                                          | III miejsce                                                   | 0    |          |
| · Mistrzostwo                                                          | ?.miejsce                                                     | 1    | 2019/20  |
| Puchar                                                                 | zdobywca                                                      | 0    |          |
| Puchar                                                                 | finalista                                                     | 0    |          |
| Puchar                                                                 | ćwierćfinalista                                               | 1    | 2015/16  |
| II liga                                                                | I miejsce                                                     | 0    |          |
| II liga                                                                | II miejsce                                                    | 0    |          |
| II liga                                                                | III miejsce                                                   | 0    |          |
| II liga                                                                | 5.miejsce                                                     | 1    | 2018/19  |
| Gibraltar                                                              | Zdobyte trofea w rozgrywkach Gibraltaru (stan na: 31-05-2019) |      |          |

## Poszczególne sezony

### Rozgrywki krajowe
| \| Gibraltar \| Bilans występów klubu w rozgrywkach piłkarskich Gibraltaru (Stan na 31 maja 2019 r.) \| \| |                                                                                      |        |       |    |   |    |    |     |     |           |        |        |      |
| Poziom | Rozgrywki                                                                            | Sezony | Mecze | Z  | R | P  | B+ | B–  | Pkt | Lata      | Awanse | Spadki | Naj. |
| I | National League                                                                      | 0      |       |    |   |    |    |     |     | od 2019   | 0      | 0      | ?    |
| II | Second Division                                                                      | 4      | 70    | 12 | 3 | 55 | 71 | 264 | 39  | 2015–2019 | 1      | 0      | 5    |
| | Puchar                                                                               |        |       |    |   |    |    |     |     | od 2013   |        |        | 1/4  |
| Gibraltar                                                                                                  | Bilans występów klubu w rozgrywkach piłkarskich Gibraltaru (Stan na 31 maja 2019 r.) |        |       |    |   |    |    |     |     |           |        |        |      |

## Struktura klubu

### Stadion
Klub piłkarski rozgrywa swoje mecze domowe na Victoria Stadium w Gibraltarze, który może pomieścić 2 249 widzów.

### Inne sekcje
Klub prowadzi drużyny dla dzieci i młodzieży w każdym wieku.

## Kibice i rywalizacja z innymi klubami

### Rywalizacja
Największymi rywalami klubu są inne zespoły z miasta.

### Derby
- F.C. Bruno’s Magpies
- Europa Point F.C.
- Manchester 62 F.C.